# Lorax: Zaštitnik šume
Lorax: Zaštitnik šume (eng. The Lorax) je računalno-animirani film iz 2012. godine animacijskoga studija Illumination Entertainment. Redatelj filma je Chris Renaud, a glasove u originalnoj verziji posudili su između ostalih i Danny DeVito, Ed Helms, Zac Efron, Taylor Swift, Rob Riggle, Jenny Slate i Betty White. Producenti su Chris Meledandri i Janet Healy, Michele Imperato Stabile, a film je distribuirao Universal Pictures. Scenarij potpisuju Cinco Paul i Ken Daurio.
Film je zaradio 348 milijuna dolara diljem svijeta. Recenzije i kritike su bile izuzetno pozitivne pohvaljujući osobito inovativnu animaciju i duhovitost scenarija.

## Radnja
Ova animirana avantura prati putovanje jednog dječaka koji traga za jedinom stvari koja će mu omogućiti da osvojiti naklonost djevojke svojih snova. Kako bi je pronašao, dječak mora najprije otkriti priču o Loraxu, prgavom, ali vrlo šarmantnom stvorenju koje se bori kako bi zaštitio svoj svijet.

## Glavne uloge
- Danny DeVito - The Lorax
- Ed Helms - The Once-ler
- Zac Efron - Theodore "Ted" Wiggins
- Taylor Swift - Audrey
- Rob Riggle - Aloysius O'Hare
- Jenny Slate - Mrs. Wiggins
- Betty White - Grammy Norma
- Nasim Pedrad - Isabella
- Stephen Tobolowsky - Uncle Ubb
- Elmarie Wendel - Aunt Grizelda
- Danny Cooksey - Brett i Chet
- Joel Swetow - 1st Marketing Guy
- Michael Beattie - 2nd Marketing Guy
- Dave B. Mitchell - 1st Commercial Guy
- Dempsey Pappion - 2nd Commercial Guy
- Chris Renaud - Forest Animals

## Hrvatska sinkronizacija
| Ime                  | Engleska inačica   | Hrvatska inačica      |
| -------------------- | ------------------ | --------------------- |
| Andrea               | Taylor Swift       | Jelena Rozga          |
| Štancer              | Ed Helms           | Filip Juričić         |
| Čađ                  | Fletcher Sheridan  | Jacques Houdek        |
| Tinoslav "Tin" Jelić | Zac Efron          | Ivan Glowatzky        |
| Lorax                | Danny DeVito       | Vid Balog             |
| Baka Norma           | Betty White        | Lena Politeo          |
| Alojzija O'Hara      | Rob Riggle         | Aleksandar Cvjetković |
| Solist               |                    | Ervin Baučić          |
| Tinova majka Jelić   | Jenny Slate        | Nataša Dangubić       |
| Stari Štancer        | Ed Helms           | Pero Juričić          |
| Štancerova majka     | Nasim Pedrad       | Nada Abrus            |
| Ujak Ub              | Stephen Tobolowsky | Ranko Tihomirović     |
| Stanko               | Danny Cooksey      | Dražen Bratulić       |
| Branko               | Danny Cooksey      | Ozren Grabarić        |

### Ostali glasovi
- Sanja Hrelec
- Anastazija Dikmikj
- Dragan Peka
- Ambrozije Puškarić
- Siniša Galović
- Lea Bulić
- Martina Kapitan Bregović
- Božidar Peričić
- Ivan Šatalić
- Mima Karaula
- Ivana Vlkov Wagner
- Slaven Spinčić
- Želimir Panić
- Damir Keliš
- Nina Cossetto

### Sinkronizacija
- Sinkronizacija: Duplicato Media d.o.o.
- Redateljica dijaloga: Ivana Vlkov Wagner
- Redateljica vokalnih izvedbi: Mima Karaula
- Prijevod i adaptacija: Davor Slamnig

## Unutarnje poveznice
- Illumination Entertainment
- Universal Pictures

## Vanjske poveznice
- Lorax: Zaštitnik šume u internetskoj bazi filmova IMDb-a (engl.)
- Lorax: Zaštitnik šume na Rotten Tomatoes (engl.)